# 中根環堂
中根 環堂（なかね かんどう、1876年8月24日 - 1959年11月18日）は、日本の仏教学者、曹洞宗の僧侶。
明治・昭和期の教育家。鶴見大学の創立に貢献。駒澤大学学長。哲学博士。

## 来歴
1876年（明治9年）生まれ。米国カリフォルニア州で哲学を修めた。
1924年（大正13年）に光華女学校を再興（総持学園の発足）。初代校長に就任。前年の1923年9月1日の関東大震災で、横浜市大岡町にあった光華女学校が全壊。その再興を当時、曹洞宗大学（現・駒澤大学）で教えていた中根に託され大本山總持寺の尽力により再建。1942年には一時的だが駒澤大学学長を務めた。q
1954年度横浜文化賞受賞
。
1957年第6回神奈川文化賞受賞。
1959年（昭和34年）11月18日に遷化。

## 論文
- 中根環堂「報恩の正しい道」『大世界』第11巻第2号、世界仏教協会、1956年1月、不明、NAID 40002290766。
- 中根環堂「新時代の僧の生き方寺の在り方」『大世界』第11巻第3号、世界仏教協会、1956年3月、不明、NAID 40002290788。
- 中根環堂「真の修行と人生の真実」『大世界』第11巻第4号、世界仏教協会、1956年4月、????、NAID 40002290820。
- 中根環堂「新婦人訓」『大法輪』第23巻第7号、大法輪閣、1956年7月、不明、NAID 40002293892。
- 中根環堂「出家の孝道」『世界仏教』第8巻第12号、世界仏教協会、1953年12月、38-41頁、NAID 40002161957。
- 中根環堂「反省なくして向上なし」『大世界』第10巻第12号、世界仏教協会、1955年12月、不明、NAID 40002290666。